# Григорий Декаполит
Григорий Декаполит (греч. Γρηγόριος ὁ Δεκαπολίτης; ? — 816 или, вероятнее, 841—842) — христианский подвижник VIII—IX веков, аскет. Почитается Православной церковью как святой в лике преподобных, память совершается 20 ноября (3 декабря).
Родился в городе Иринополе (исаврийская область Декаполь) в бедной семье. Мать отличалась особым благочестием, брат избрал монашескую жизнь. Получив начальное образование, стал разнорабочим.
Родители попытались принудить юношу к женитьбе, однако тот бежал из дома. Четырнадцать лет прожил в монастыре. Всю свою последующую жизнь он провёл в странствиях: был в Константинополе, Риме, Коринфе. Затем вернулся в Фессалонику, в монастырь святого Мины, где прожил три года. Активно противостоял иконоборчеству. Незадолго до кончины попросил, чтобы его перенесли на гору Олимп, где он и скончался.
В греческой рукописной традиции считается автором т. н. Sermo Historicus.
Среди чудес, совершённых Григорием Декаполитом, — изгнание змия, бесов, принимавших облик мух и скорпионов, многочисленные предсказания, избавления от телесных недугов. Его проповеди заставили многих грешников (блудница из Сиракуз, неблагочестивый монах Захария) изменить образ жизни. Чудеса происходили и от его мощей, которые в настоящее время находятся в монастыре Бистрица Рымнинской епархии в Румынии. Частицы мощей находятся в Кийском кресте патриарха Никона и в Благовещенском храме в Лальске.
Главным источником сведений о жизни преподобного является его житие середины IX века, авторство которого приписывается агиографу Игнатию Диакону.

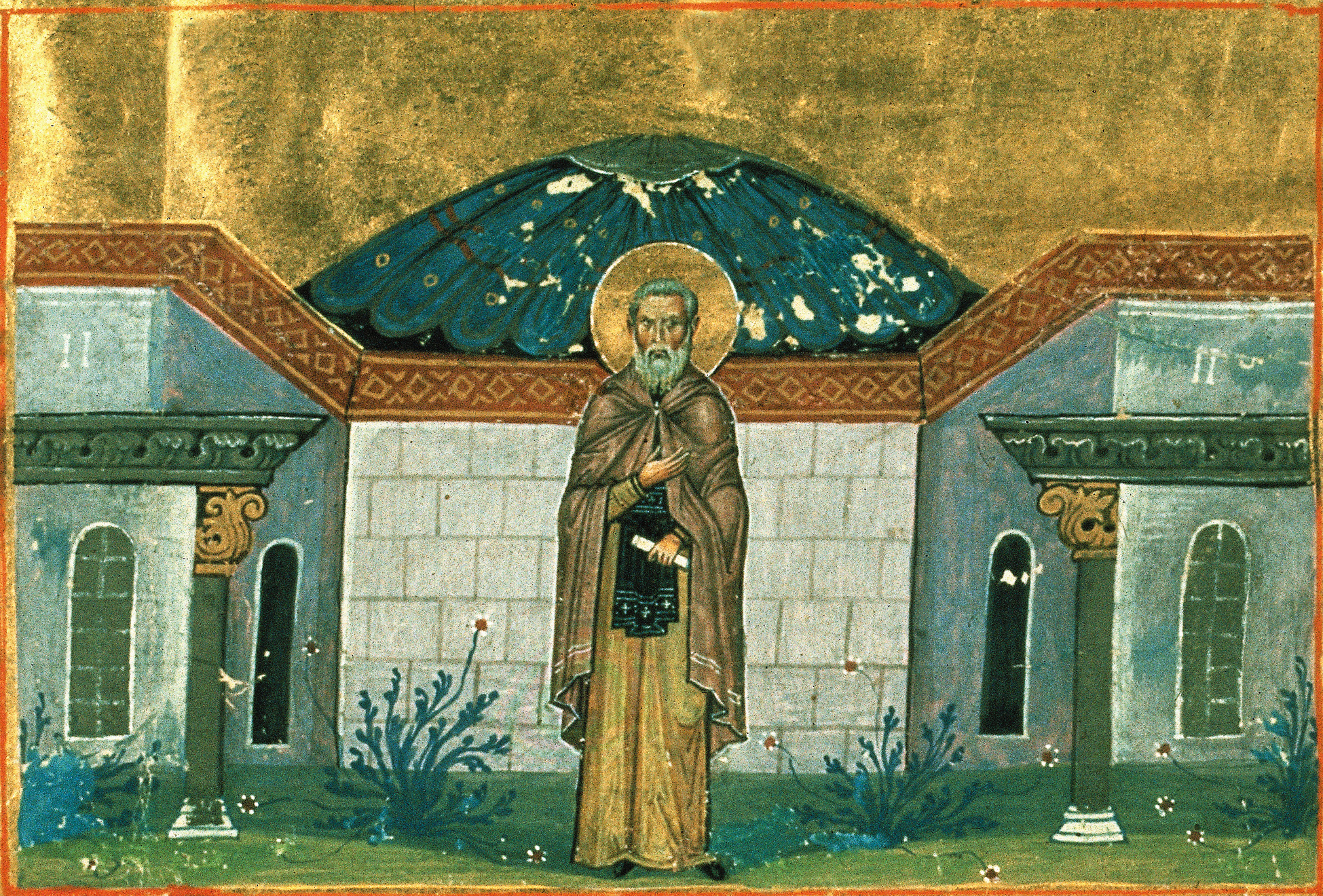

В иконографии Григорий Декаполит изображается в соответствии с чином прославления как преподобный в монашеских одеждах (в мантии, схиме, с аналавом), с непокрытой головой. Возрастная характеристика может варьироваться. В частности, в «Руководстве к писанию икон святых угодников Божиих», составленном Виктором Фартусовым в 1910 году, о Григории Декаполите сказано:

Старец греческого типа, сед, плешив, с малыми на плеши волосами; борода небольшая, кругловатая, но раздвоенная на конце; ходил он в одной грубой одежде, но следует писать его в мантии и епитрахили.